# Vedvägsteklar
Vedvägsteklar (Dipogon) är ett släkte i familjen vägsteklar.
Tillhörande arter har oftast en helsvart kropp, ibland med inslag av lite ljusare färger. Kännetecknande är framåtriktade borstar på huvudets undersida som är fördelade på symmetriska grupper. Hanens bakkropp är kompakt och avplattad.
Med undantag av Australien och Antarktis förekommer arterna på alla kontinenter. Vedvägsteklar skapar ofta bon i död ved där skalbaggar innan borrade håligheter. Dessutom kan bon i stjälkar av mjukare växter finnas. Boet ordnas i celler där föda och byggmaterial förvaras. Byggmaterial är bland annat lera och växtfragment. För larvernas uppfödning samlas vävnad från spindlar.
Släktnamnet är sammansatt av de grekiska orden di (två) och pogon (skägg). Det syftar på de nämnda borstarna.